# تریسی آدامز
تریسی آدامز (انگلیسی: Tracey Adams؛ زاده ۶ ژوئن ۱۹۵۸) بازیگر پورنوگرافی اهل ایالات متحده آمریکا بود که در برخی فیلم‌های جریان اصلی نیز بازی کرده است.